# Golejów (Rybnik)

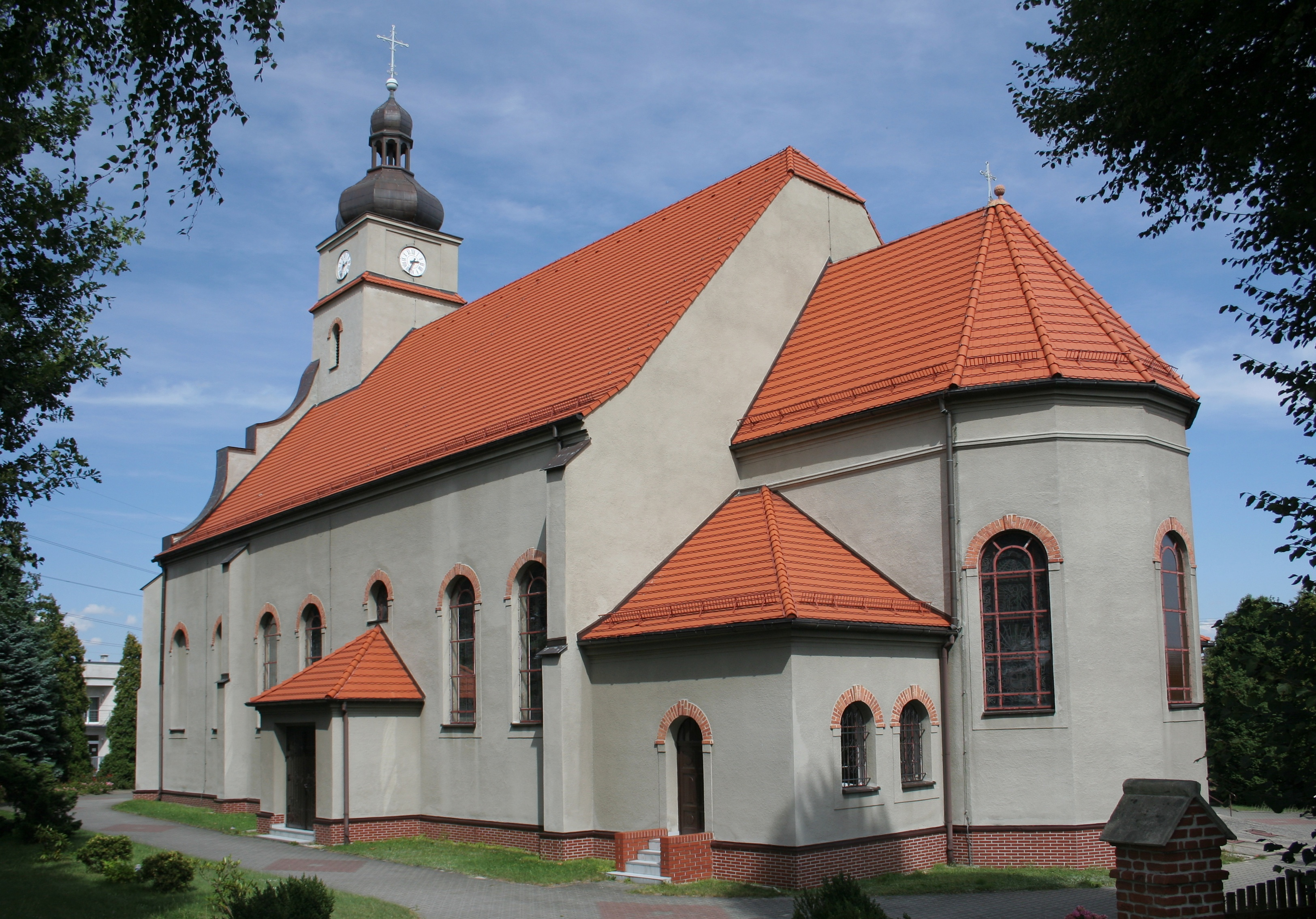
Kościół pw. Chrystusa Króla w Golejowie

Golejów (niem. Golleow) – część miasta i dzielnica Rybnika, położona w północnej części miasta, przy trasie Rybnik-Gliwice. 1 lutego 1977 włączony do Rybnika.

## Historia
Według legendy, jeden z książąt śląskich podczas polowania w tamtych okolicach, znalazł w koszyku porzuconego chłopca. Ponieważ dziecko było nagie przezwano je „golejem” czyli „golasem”. Kiedy chłopiec dorósł, został pasowany na rycerza i otrzymał ziemię w miejscu, w którym go znaleziono, czyli obecne tereny Golejowa.
Miejscowość w XIII wieku należała do dóbr kościelnych kolegiaty św. Krzyża w Opolu. Dawny Golejów, podobnie jak współczesny był usytuowany na trakcie z Rybnika do Gliwic, z tym, że ówczesna ulica Gliwicka biegła bardziej na wschód, w miejscu gdzie dzisiaj przecinają się ulice Książenicka i Wiosny Ludów. Dawny Golejów był miejscowością liczną, dlatego tu powstała w 1788 roku szkoła, do której uczęszczały dzieci z okolicznych wsi. 
Pierwsze staranie o budowę kościoła w Golejowie czynione były już w 1866 r. przez proboszcza rybnickiego ks. Edwarda Bolika, jednak zostały one odrzucone przez ówczesne władze pruskie. Wobec braku zgody projekt zakończył się budową kaplicy. Dopiero w 1926 r. mieszkańcy Golejowa, Grabowni i Ochojca przystąpili do budowy kościoła w Golejowie. Już 10 października tego samego roku kościół został poświęcony, zaś 8 maja 1927 r. konsekrowany. 11 września 1926 r. utworzona została przy kościele krucjata. Dekret wynoszący krucjatę do godności parafii nieusuwalnej wydany został 28 maja 1957 r. W 1974 r. utworzona została samodzielna placówka duszpasterska w Ochojcu, który tym samym odłączony został od macierzystej parafii w Golejowie.
Po wojnie Golejów włączono do Zbiorczej Gminy Wielopole. W latach 1954–1972 wieś należała i była siedzibą władz gromady Golejów. W latach 1973–1977 miejscowość była siedzibą gminy Ochojec.

## Istotniejsze obiekty dzielnicy
- Kościół pw. Chrystusa Króla
- Wzgórze "Grzybówka" 290,8 m n.p.m. - jest najwyższym wzniesieniem w Rybniku z widokiem na dolinę Rudy
- Kalwaria Golejowska - jej budowę zaczęto w 1931 r., ciągnie się na wzgórze "Grzybówkę"
- Kaplica św. Jana Nepomucena
- Drewniana rzeźba św. Jana Nepomucena z Golejowa - przez długie lata stała w prostej kapliczce słupkowej przy drodze prowadzącej do starego młyna wodnego, tuż nad brzegiem stawu. Około 1860 r. figura ta umieszczona została w nowo zbudowanej kaplicy, poświęconej czci tego świętego, gdzie znajduje się do dziś. W styczniu 1994 r. rzeźbę komisyjnie zbadał i ocenił konserwator zabytków z Muzeum w Rybniku, a miesiąc później figura została przewieziona do renowacji i ocalenia przed całkowitym zniszczeniem. Przed świętem Jana Nepomucena, obchodzonym przez katolików 21 maja, odrestaurowana figura wróciła do Golejowa. W niedzielę 22 maja 1994 r., podczas uroczystej mszy św., rzeźba wprowadzona została do kościoła parafialnego. Na ponad dwa lata figura św. Nepomucena znajdowała się w kaplicy Matki Boskiej Fatimskiej w kościele. W tym czasie była remontowana kaplica, do której zabytkowa rzeźba powróciła w listopadzie 1996 r.